# Robert L. Howard

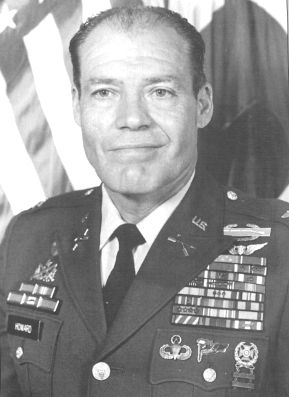
Colonel Robert L. Howard

Robert L. Howard (* 11. Juli 1939 in Opelika, Alabama; † 23. Dezember 2009 in Waco, Texas) war ein Colonel der Special Forces. Er war Träger der Medal of Honor, die ihm im Vietnamkrieg verliehen wurde, und gilt als einer der am höchsten ausgezeichneten Soldaten der US-Streitkräfte aller Zeiten.

## Leben
Robert L. Howard trat in Montgomery, Alabama in die US Army ein und hatte bei seinem Ausscheiden den Rang eines Colonels erreicht.
Als Staff Sergeant war er der Military Assistance Command, Vietnam - Studies and Observation Group (MACV-SOG, deutsch: „Militärisches Unterstützungskommando, Vietnam – Studien- und Beobachtungsgruppe (-brigade)“), einem Spezialeinsatzkommando für asymmetrische Kriegführung zugeteilt, das während des Vietnamkrieges streng geheime Operationen in ganz Südostasien durchführte.
Dabei zeigte er so außergewöhnliche Leistungen, dass er insgesamt dreimal für die Medal of Honor vorgeschlagen wurde (drei verschiedene Fälle), während einer 13 Monate dauernden Geheim-Operation in den Jahren 1967 bis 1968. Die erste Nominierung wurde aus Geheimhaltungsgründen heruntergestuft, so dass ihm nur das Distinguished Service Cross verliehen wurde, denn sonst wäre im Rahmen des üblichen Verleihungsprozederes sein Einsatzort publik geworden, an dem aber offiziell kein US-Militär operierte. Am 30. Dezember 1968 riskierte er als stellvertretender Platoon-Kommandeur bei einer Rettungsmission, die dem vermissten Robert Scherdin galt, in Kambodscha sein Leben, wofür ihm die Medal of Honor verliehen wurde.
Howard lebte zuletzt in Texas und verbrachte viel Zeit mit Veteranen. Er reiste regelmäßig in den Irak, um dort Truppen zu besuchen.

## Orden und Ehrenzeichen

### US-Streitkräfte
- Medal of Honor
- Distinguished Service Cross (mit einem oak leaf cluster)
- Silver Star
- Defense Superior Service Medal
- Legion of Merit (mit drei oak leaf clusters)
- Bronze Star (mit drei oak leaf clusters und einem "V" device)
- Purple Heart (mit einem silbernen und einem bronzenen oak leaf cluster)
- Meritorious Service Medal (mit zwei oak leaf clusters)
- Air Medal (Mit "V" Device und numeral 3. Einen für Tapferkeit, zwei für herausragende Leistung)
- Joint Service Commendation Medal
- Army Commendation Medal (mit "V" device und einem silbernen und bronzenen oak leaf clusters, vier für Tapferkeit und drei für herausragende Leistung)
- Joint Service Achievement Medal
- Army Achievement Medal
- Good Conduct Medal, 4 Good Conduct Loops (viermal verliehen)
- National Defense Service Medal
- Armed Forces Reserve Medal
- Vietnam Service Medal
- NCO Professional Development Ribbon mit zwei Emblemen
- Army Overseas Ribbon
- Army Service Ribbon
- Armed Forces Expeditionary Medal, mit Service stars (dreimal verliehen)
- Army Presidential Unit Citation, 1st Oak Leaf Cluster
- Presidential Unit Citation 2001, Studies and Observations Group
- Navy Unit Commendation
- Army Meritorious Unit Citation

### Ausländische Streitkräfte
- Vietnam Campaign Medal mit 60er Spange
- Vietnamese Cross of Gallantry mit goldenem Stern (ehrenvolle Erwähnung (Korps))
- Vietnamese Cross of Gallantry mit silbernem Stern (ehrenvolle Erwähnung (Division))
- Vietnamese Cross of Gallantry mit bronzenem Stern (ehrenvolle Erwähnung (Regiment oder Brigade))
- Vietnam Armed Forces Honor Medal, zweimal verliehen
- Vietnam Wound Medal
- Vietnam Civil Actions Medal, zweimal verliehen
- Vietnam Cross of Gallantry Unit Citation with Palm, Oak Leaf Cluster (ehrenvolle Erwähnung (Einheit))
- Republic of Korea Order of National Security Merit (Samil Medal)

### Abzeichen und Spangen
- Ranger Tab
- Special Forces Tab
- Combat Infantryman Badge
- Aircrew Badge
- Master Parachutist Badge
- Pathfinder Badge
- Air Assault Badge
- Expert Infantryman's Badge
- Vietnamese Ranger Badge
- Vietnamese Master Parachute Badge
- Thai Master Parachute Wings
- Korean Master Parachute Badge
- Thai Balloonist Badge
- French Parachutist Badge